# El Palmar de Troya
El Palmar de Troya es un municipio ubicado en la provincia de Sevilla, en Andalucía (España).  Su población es de 2306 habitantes (INE 2024). Desde el 3 de octubre de 2018, mediante decreto de la Junta de Andalucía, es el centésimo sexto municipio de la provincia de Sevilla, separándose así de su anterior municipio, Utrera.

## Símbolos
El escudo, partido y entado en punta, representa en el primer cuartel un castillo (aludiendo a la torre de defensa integrada en el Cortijo de Troya) en oro sobre azur, en el segundo cuatro plantas de palmito (que dan su nombre al municipio) en sinople sobre oro. En el tercer cuartel, ondas en azur y plata, representando por igual a la laguna de Zarracatín y al pantano Torre del Águila. Al timbre, corona real cerrada.

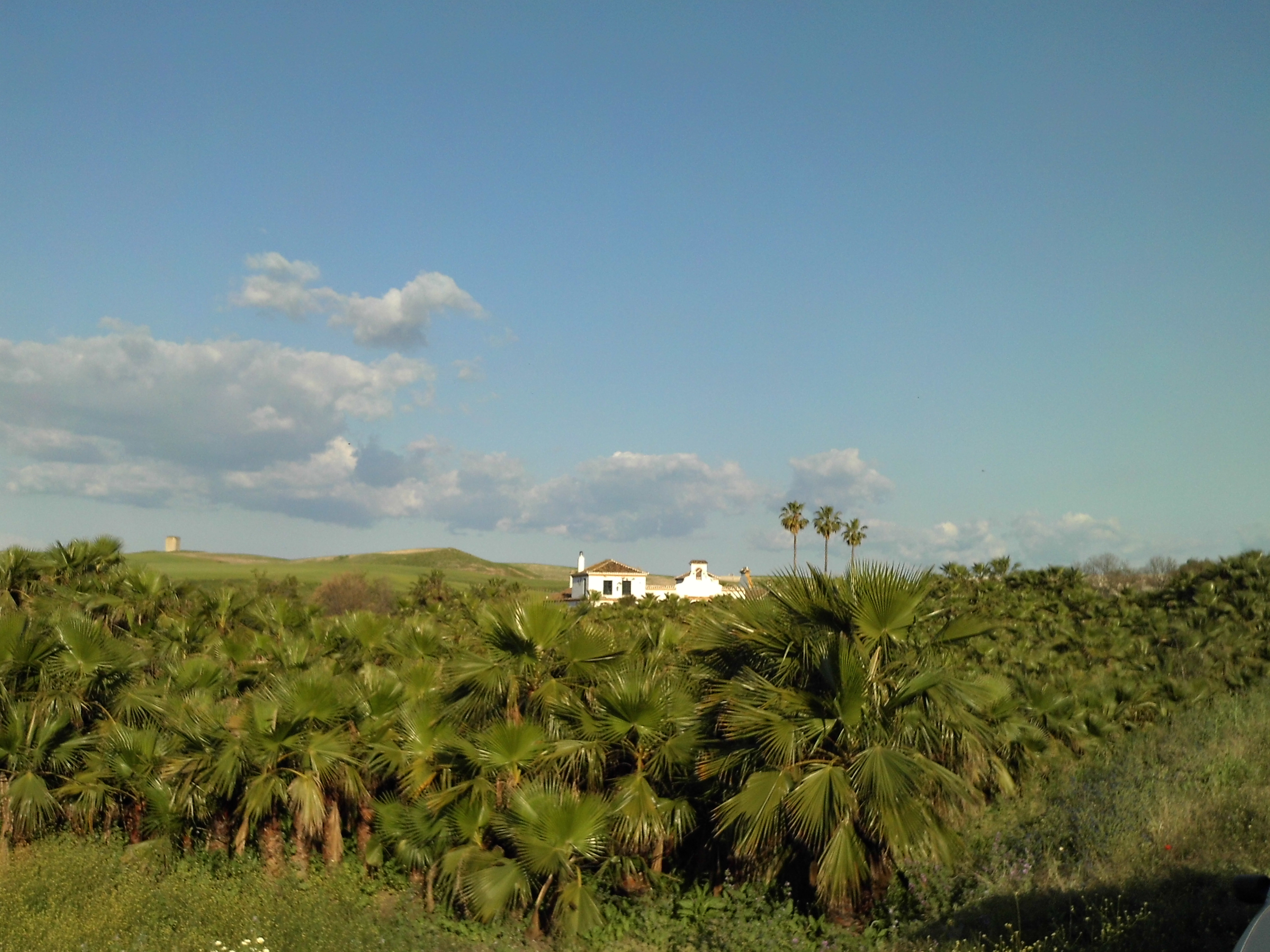
Chamaerops humilis o palmito. Esta planta proliferaba en las tierras que hoy componen el centro del municipio. En la actualidad, sigue presente en las zonas de cultivo adyacentes, como en la fotografía. Al fondo, se observa el cortijo de Troya. Más lejana aún, la Torre del Águila.

La bandera está compuesta por tres bandas horizontales de igual tamaño, la superior y la inferior de color azul marino, la central de color amarillo con el escudo en el centro.
En los tiempos en los que aún constituía una entidad local autónoma dependiente de Utrera, empleaba un logotipo en el que aparecía, en tres dimensiones, la Torre del Águila coronada por la bandera andaluza, con plantas de palmito a sus pies y un disco solar en el cielo. Con el tiempo, se diseñó el escudo actual, que sigue las reglas heráldicas pertinentes.

## Historia

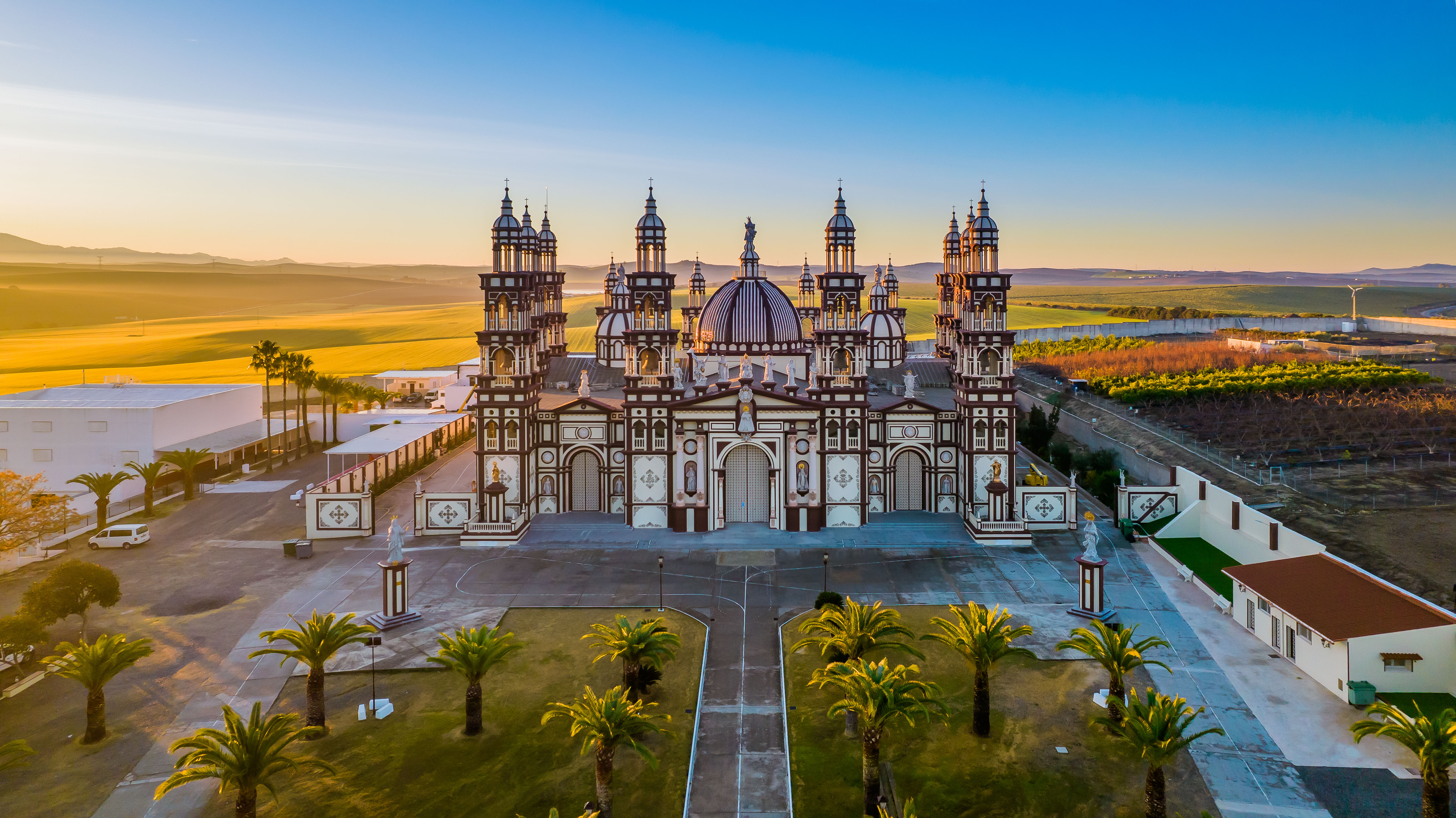
Catedral del Palmar de Troya

Aunque existen datos históricos de época romana y del siglo XIII, cuando pertenecía a la Banda morisca, el actual asentamiento se debe a los jornaleros que llegaron de todas partes de Andalucía buscando el porvenir en las tierras dependientes del Cortijo de Troya y, particularmente, a los familiares de los prisioneros republicanos que tras la guerra civil construyeron el pantano de Torre del Águila.
En la actualidad es conocida, sobre todo, por el templo de la Orden de los Carmelitas de la Santa Faz, que es una escisión herética de la Iglesia católica y que acabó siendo la Iglesia palmariana, una secta religiosa. Fue fundada por Clemente Domínguez y Gómez (papa palmariano entre 1978 y 2005, adoptó el nombre Gregorio XVII) junto a Manuel Alonso Corral (papa palmariano entre 2005 y 2011, con el nombre Pedro II). Esta organización se considera como una secta, especialmente a raíz de que en 2016 su polémico expapa Gregorio XVIII (que ejerció el cargo entre 2011 y 2016) reconociera que “Todo ha sido un montaje sobre todo económico, aprovechándonos del milagro de la Virgen”. El actual papa palmariano es el suizo Joseph Odermatt, con el nombre de Pedro III.
Después de pasar un proceso de segregación del municipio matriz de Utrera, se independizó el 3 de octubre de 2018.

## Economía
Se basa fundamentalmente en la agricultura: cultivos de algodón, girasol, olivo y frutales. También, una parte de la población se dedica a la pequeña y mediana industria y al comercio.[cita requerida]
En los últimos años hay una emergente economía derivada de la actividad del sector servicios.[cita requerida]
Un estudio realizado en 2023 reveló que es el pueblo más pobre de España.

## Educación, cultura y deportes

### Centros educativos
Los centros educativos de esta localidad son de titularidad pública y acogen, además del alumnado local, a otros procedentes de núcleos rurales del entorno de la población.
- Escuela Infantil "Nuestra Señora del Carmen"
- Colegio de Educación Infantil y Primaria "Federico García Lorca"
- Instituto de Educación Secundaria "Torre del Águila"

### Cultura y deportes
La actividad cultural en esta población gira en torno a la Biblioteca Pública Municipal en la que suelen organizarse, a veces en colaboración con las bibliotecas de los centros educativos, eventos culturales como recitales, conferencias, talleres, concursos literarios, exposiciones, etc.
En las instalaciones del polideportivo municipal se practican deportes como fútbol, pádel, tenis y natación, entre otros.
También es frecuente el senderismo siguiendo la ruta de la Cañada Real y el cicloturismo en las inmediaciones del pantano y las lagunas.

## La Iglesia del Palmar de Troya
El 30 de marzo de 1968, cuatro niñas de 12 y 13 años llamadas Rafaela Gordo, Josefa Guzmán, Ana García y Ana Aguilera afirmaron haber visto una imagen de la Virgen María en las afueras de la ciudad de Utrera. Además, testificaron haber presenciado varias apariciones por parte de la Virgen María, que supuestamente sucedían en un lentisco rodeado de plantas de tomillo el cual las niñas encontraron cuando fueron a buscar flores para el altar. Ana García entró al lentisco y le pareció ver a un hombre ahorcado pero cuando quiso huir entraron Rafaela, Josefa, y Ana Aguilera. Las niñas testificaron que:
"Vimos algo maravilloso, ante nosotras, quieta, estaba una señora a la cual no se le veía más que de los hombros para arriba. Su cara era muy redonda y rosada. Tenía los ojos negros y nos sonreía. Su manto era marrón. La vimos las cuatro, las hojas que le rodeaban se secaron y luego desapareció."

-Ana García
En otra ocasión las niñas vieron otra aparición cuando iban acompañadas de su profesora de la escuela y un grupo de amigas junto con un tumulto, pero nadie notó nada en el arbusto.
Meses después el arcipreste de Utrera se negó a hacer declaraciones y luego el 9 de abril de 1968 según testigos presenciales una extraña señora se apareció a un grupo de 15 personas adultas en el lugar, luego dos de las niñas aseguraron también volver a ver a la virgen esta vez de cuerpo entero y claridad. Lo interesante es que todas las personas coincidían con la descripción: aproximadamente 1,80 m de altura, cubierta por un manto blanco, saya de color marrón, cara redonda, ojos negros, muy sonriente y con un niño en el brazo izquierdo. Posiblemente se tratase de la virgen del Carmen. Entre el grupo de adultos que testificó estaban: María Luisa Martín, Rosario Arenillas, María Luisa Villa, Antonio Romero, Manuel Fernández, José Navarro, Arsenia Llanos y Antonio Anillos, pero entre todos los videntes destacó Clemente Domínguez Gómez que, ayudado por el abogado Manuel Alonso Corral, se autoproclamó líder de los videntes, asegurando que entraba en éxtasis mientras se estigmatizaba quien luego construiría y fundaría en el lugar de la aparición la Iglesia palmariana en la Catedral del Palmar de Troya.

## Patrimonio
- Iglesia de Nuestra Señora del Carmen
- Torre del Águila: Atalaya medieval. Actualmente en ruinas
- Cortijo de Troya, del que dependían las tierras que hoy conforman el pueblo.
- Embalse Torre del Águila[9]
- Catedral del Palmar de Troya, pertenecente a la Iglesia palmariana.

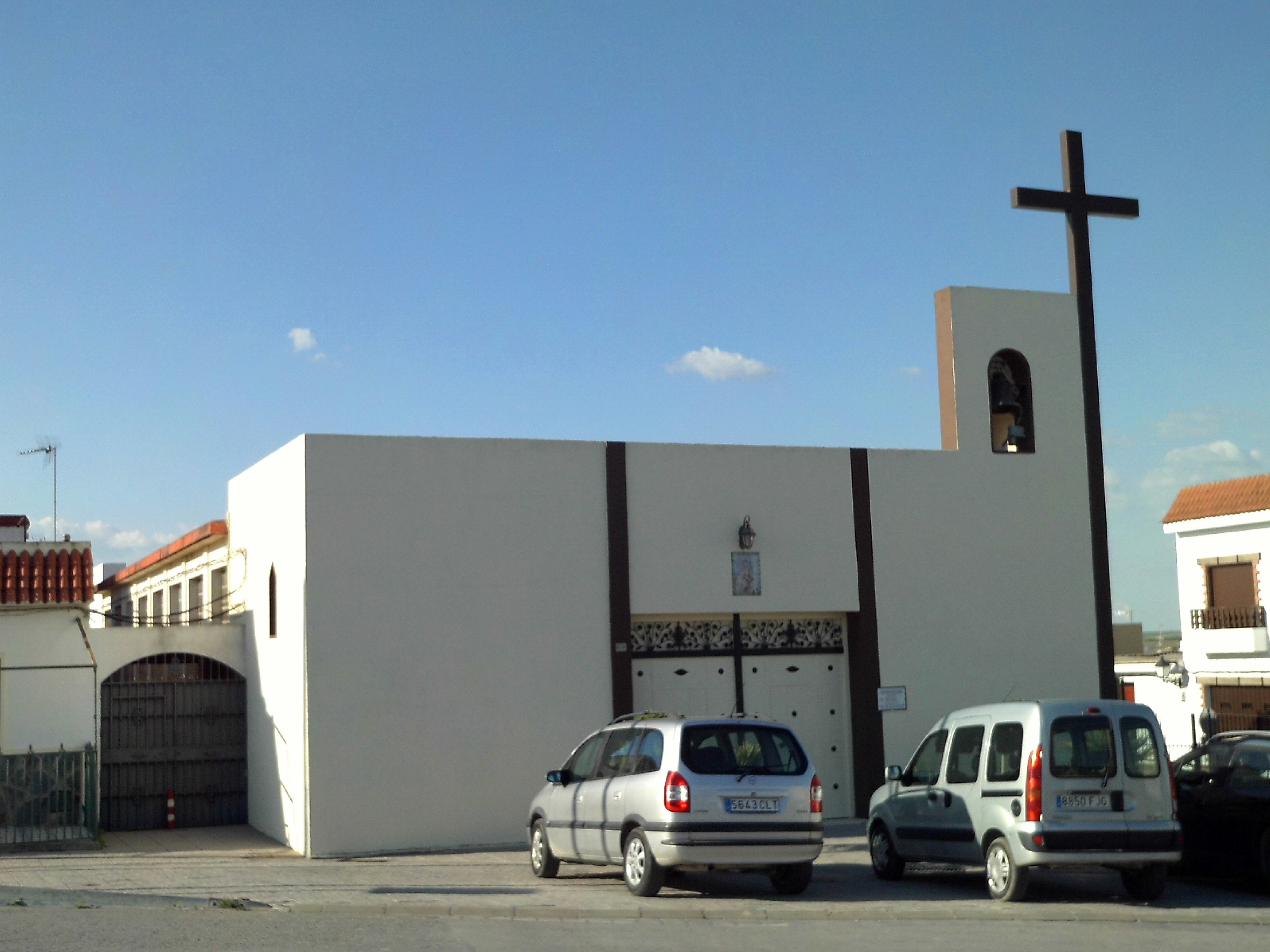
Iglesia de Nuestra Señora del Carmen, referente religioso católico del municipio desde su nacimiento como asentamiento humano. Su fisonomía conserva restos del carácter de barracón que la acompañó desde un comienzo, dados los inicios en precario de la población. Es dependiente de la parroquia de Guadalema de los Quintero.

## Gastronomía

### Platos típicos
La gastronomía de El Palmar de Troya es variada y está muy vinculada al aceite de oliva. Se basa fundamentalmente en la cocina tradicional andaluza. Algunos platos típicos son el pescaíto frito, el gazpacho, el salmorejo, los caracoles, el flamenquín, los potajes y pucheros.[cita requerida]
En la época navideña es frecuente encontrar gran variedad de mantecados, polvorones, alfajores, roscos de vino y pestiños, además de otras variedades típicas de la provincia de Sevilla.[cita requerida]

## Fiestas y eventos
- Mercado medieval: Disfraces de época, música ambiental, espectáculos de fuego, pirotecnia y concursos, entre otras actividades. Penúltima semana de octubre.
- Cabalgata de Reyes: Desfile de carrozas por las calles de la localidad con personajes representativos de los tres Reyes Magos que arrojan caramelos a los espectadores. La mañana del 6 de enero.
- Carnavales: Finales de febrero.
- Romería de la Virgen del Carmen: Es una manifestación religiosa popular católica andaluza en honor de la Virgen del Carmen que se realiza cada año en esta localidad el último fin de semana del mes de mayo. Los vecinos, montados en carretas fabricadas a tal propósito, se dirigen hacia la zona alta del pantano acompañando a imagen de la Virgen, acampando por varios días.
- Fiestas patronales en honor a la Virgen del Carmen: Se celebran a mediados de julio coincidiendo con la onomástica.
- Festival Cofrade: Organizado por la Asociación Parroquial del Santísimo Cristo de la Buena Muerte y Nuestra Señora de los Dolores. Tiene lugar cada año en la Plaza de la Concordia durante la primera semana de diciembre.